# Bairro SAAL de Bensafrim
O Bairro SAAL de Bensafrim, igualmente conhecido como Bairro Zona Verde, é um conjunto habitacional na vila de Bensafrim, no concelho de Lagos, em Portugal.

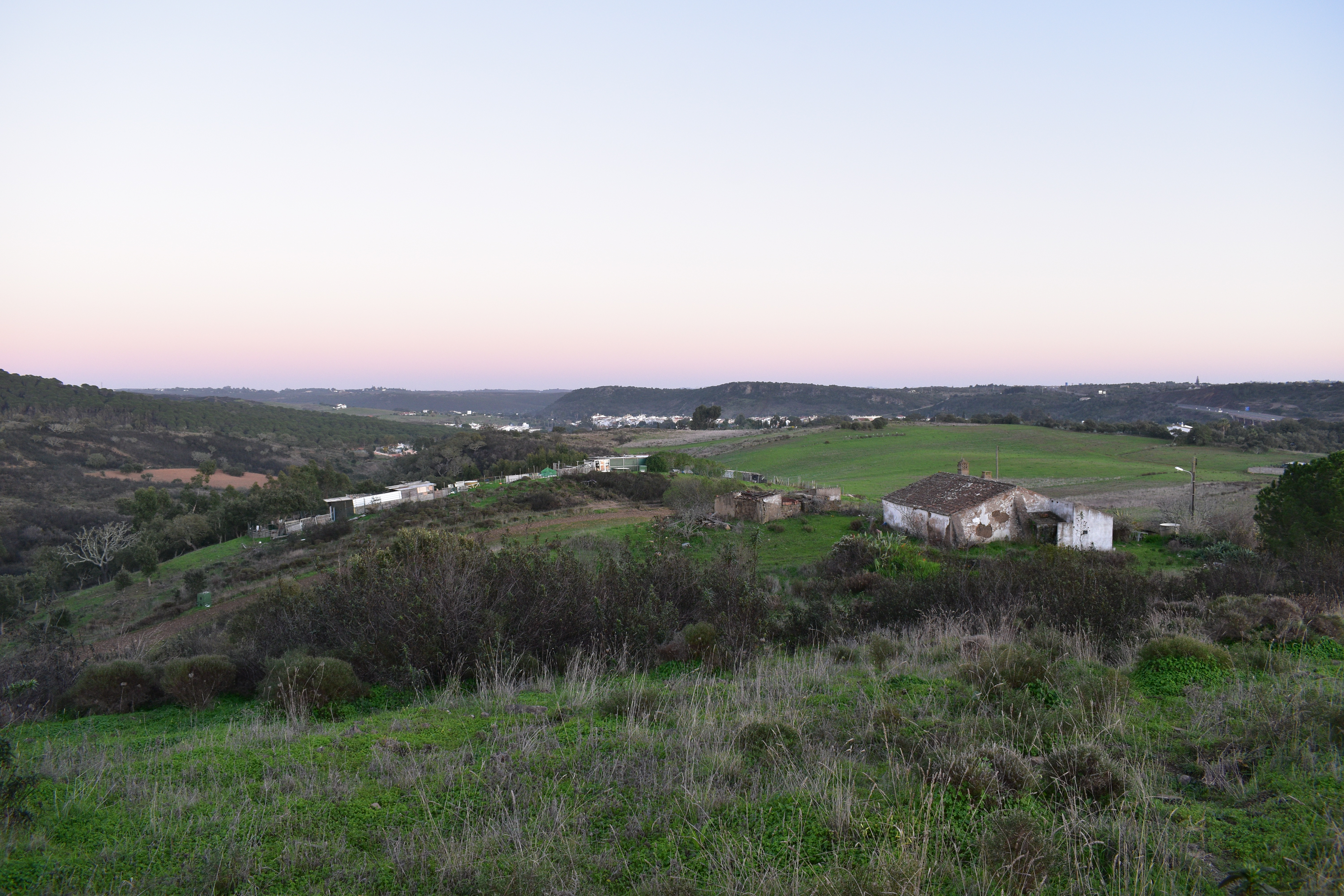
Vista de Bensafrim, a partir de uma colina a Noroeste da vila. O bairro SAAL é o conjunto residencial imediatamente à esquerda do casario da vila.

## História e descrição
Este bairro foi construído no âmbito do programa Serviço de Apoio Ambulatório Local, instituído pelo governo após a revolução de 25 de Abril de 1974, para impulsionar a construção de residências, como forma de aliviar o problema da falta de habitação entre as camadas mais desfavorecidas. O programa SAAL fundava-se num princípio de auto-construção por parte dos próprios residentes, com a colaboração de voluntários e desempregados, com o apoio financeiro e logístico por parte do governo.
A associação de moradores Zona Verde foi fundada em 21 de Maio de 1976, cujos estatutos foram publicados no Diário da República em 3 de Setembro. As obras começaram ainda nesse mês. Um despacho ministerial, publicado no Diário da República n.º 253/76, de 27 de Outubro, passou a exploração dos bairros do Serviço de Apoio Ambulatório Local para as câmaras municipais.
O Bairro SAAL de Bensafrim é composto por vinte e um fogos unifamiliares de dois pisos, dispostos em banda, formando quarteirões. O acesso ao bairro é feito através da Rua Poço do Rossio.